# Mlčkov
Mlčkov je osada, část obce Přeštěnice v okrese Písek v Jihočeském kraji. Nachází se asi jeden kilometr jižně od Přeštěnice. Jsou zde evidovány čtyři adresy. V roce 2011 zde trvale žilo sedm obyvatel.
Mlčkov leží v katastrálním území Přeštěnice o výměře 4,56 km².

## Historie
První písemná zmínka o vesnici pochází z roku 1291. Roku 1530 postoupil Jan z Rožmberka a Petr z Rožmberka Sepekov, Držkrajov, ves Přeštěnici i s Mlčkovem Kryštofovi ze Švamberka. V roce 1569 byla část vesnice Přeštěnice i s osadou Mlčkov v majetku klášterního panství v Milevsku, který roku 1575 získal Kryštof ze Švamberka. V roce 1930 měla osada 29 obyvatel a 4 popisná čísla.

## Obyvatelstvo
| Rok            | 1869 | 1880 | 1890 | 1900 | 1910 | 1921 | 1930 | 1950 | 1961 | 1970 | 1980 | 1991 | 2001 | 2011 | 2021 |
| -------------- | ---- | ---- | ---- | ---- | ---- | ---- | ---- | ---- | ---- | ---- | ---- | ---- | ---- | ---- | ---- |
| Počet obyvatel | 34   | 30   | 41   | 39   | 32   | 33   | 29   | 20   | 20   | 13   | 10   | 4    | 8    | 7    | 15   |
| Počet domů     | 4    | 4    | 4    | 4    | 4    | 4    | 4    | 4    | 4    | 4    | 4    | 3    | 4    | 4    | 5    |

## Pamětihodnosti
- Výklenková kaple zasvěcená Panně Marii Sepekovské se nachází na okraji osady. Je z roku 1795. Lípy, které rostou v okolí kaple, byly zasazeny v stejném roce, kdy probíhala stavba kaple. Oprava kaple proběhla v roce 1924 a 1991.[10]
- V osadě nedaleko výklenkové kaple se nachází památný strom.
- V lese, v lokalitě Bečov se nalézá křížový kámen.[11] Rozměry: výška devadesát centimetrů, šířka padesát centimetrů, síla kamene dvacet centimetrů.[11] Na kameni je uvedený monogram K H, motiv kříže a vročení 1853.
- V lese Bečov jsou u křižovatky lesních cest proti sobě umístěné dva naprosto stejné kamenné pomníčky. Na prvém pomníčku je tento nápis: FRANTIŠEK MOŠNIČKA LESNÍ HAJNÝ NAR. 3. XII. 1878 v NÁLESÍ ZAVRAŽDĚN V BEČOVĚ 13. VII. 1945. Na druhém pomníčku je obdobný nápis s jiným jménem: JAROSLAV KOS LESNÍ HAJNÝ NAR. 10. XI. 1918 v BOŽETICÍCH ZAVRAŽDĚN V BEČOVĚ 13. VII. 1945.
- V lesíku, u Pechánkového pole se v ohrádce nalézá drobný kovový kříž na kamenném podstavci. Nápis na štítku: CHVÁLA BOHU, Na památku rodiny MLČKOVSKÝCH a PECHÁNKOVÝCH z Mlčkova. [12]

## Pověst
Pověst se vztahuje ke křížovému kameni. Zde v těchto místech byl zastřelený hajný Karel Hůrecký pytlákem.

## Galerie

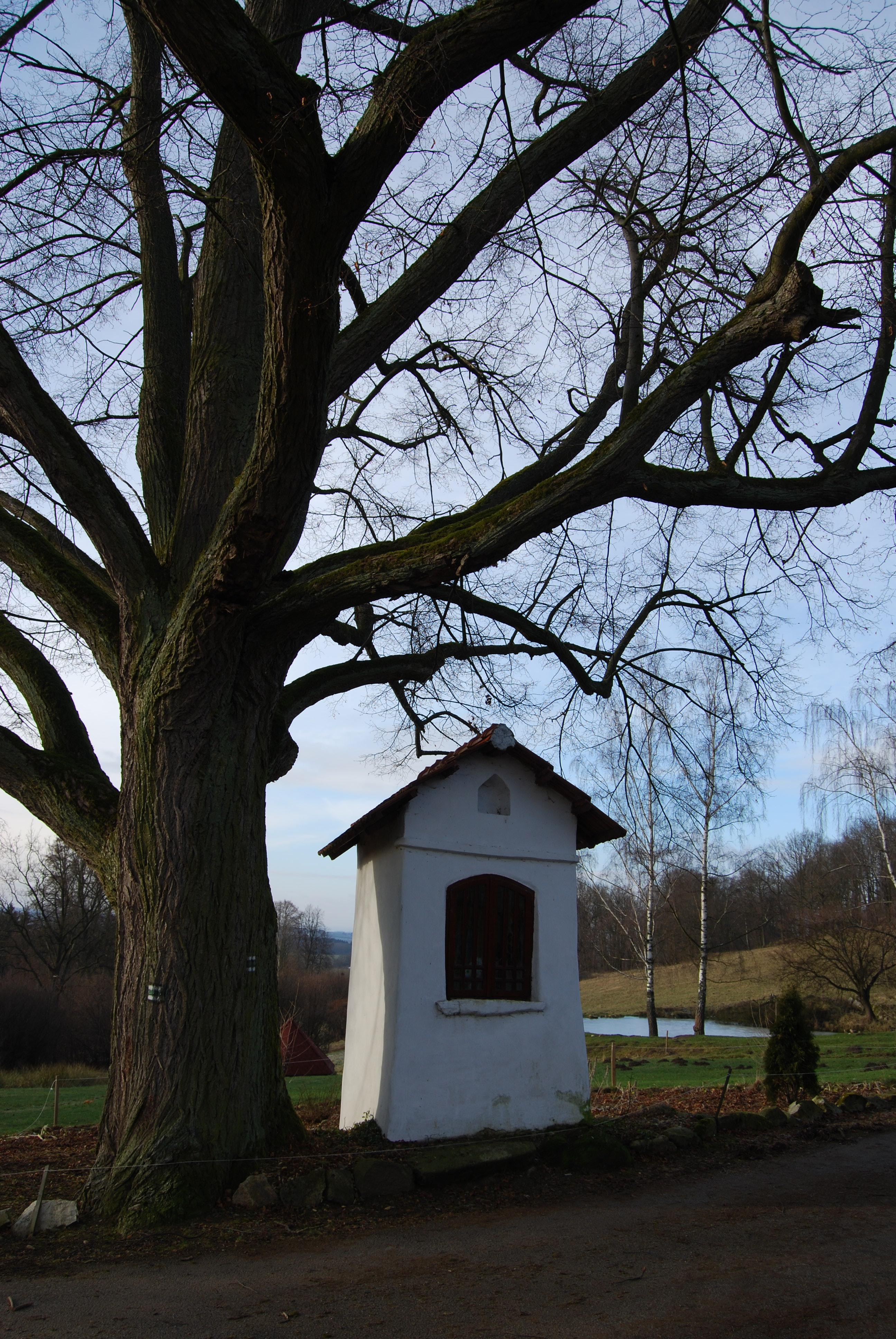
Výklenková kaple
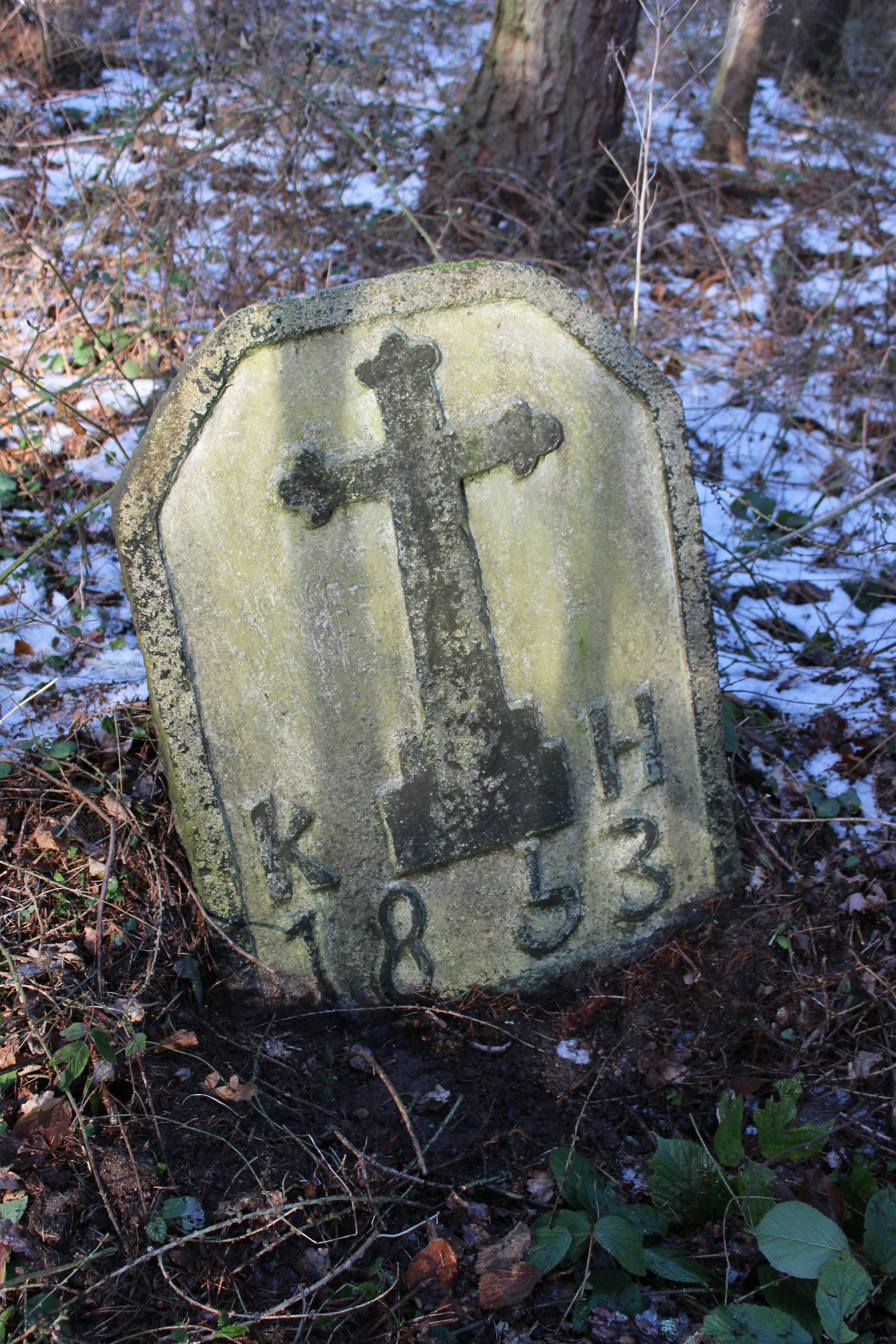
Křížový kámen
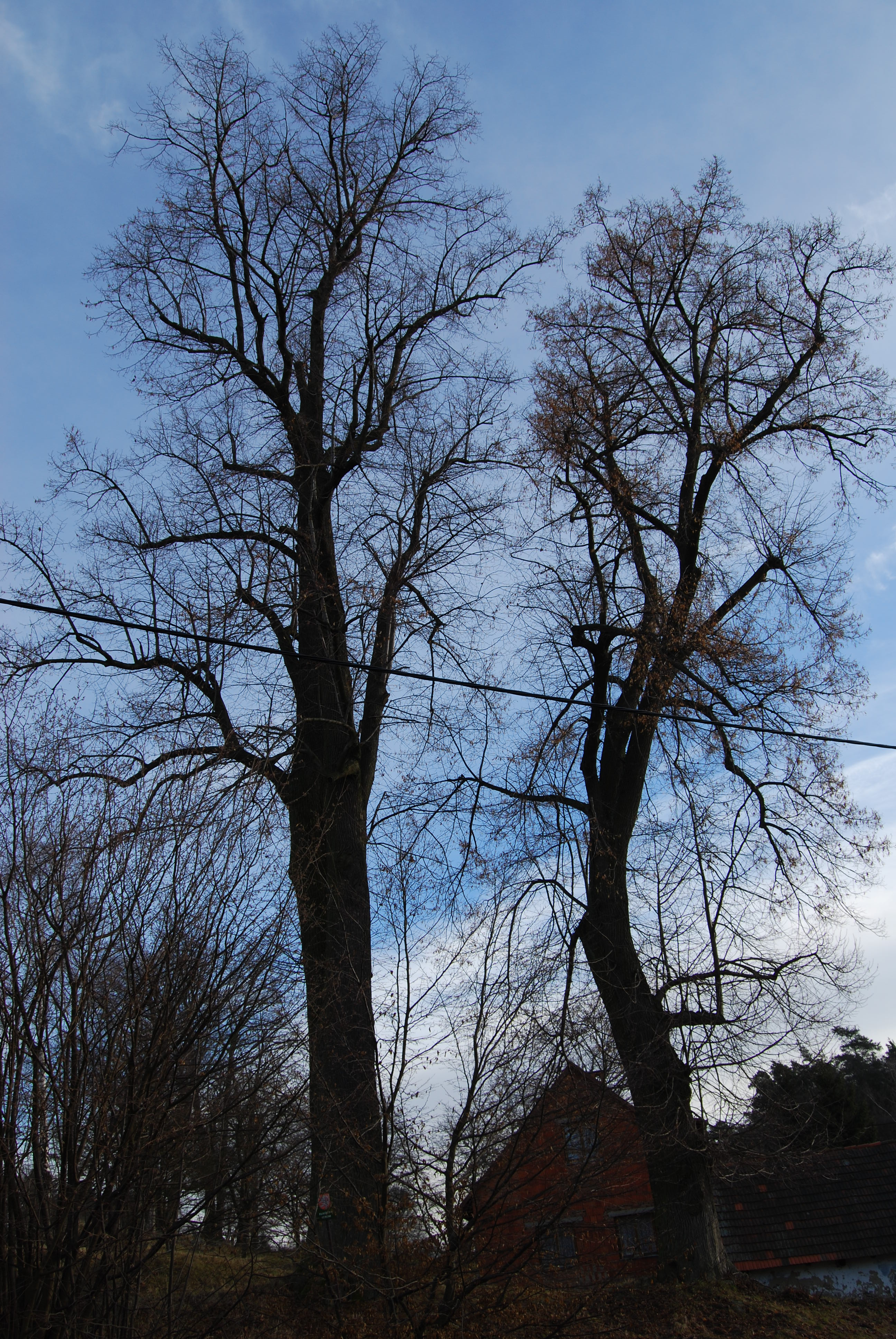
Památný strom
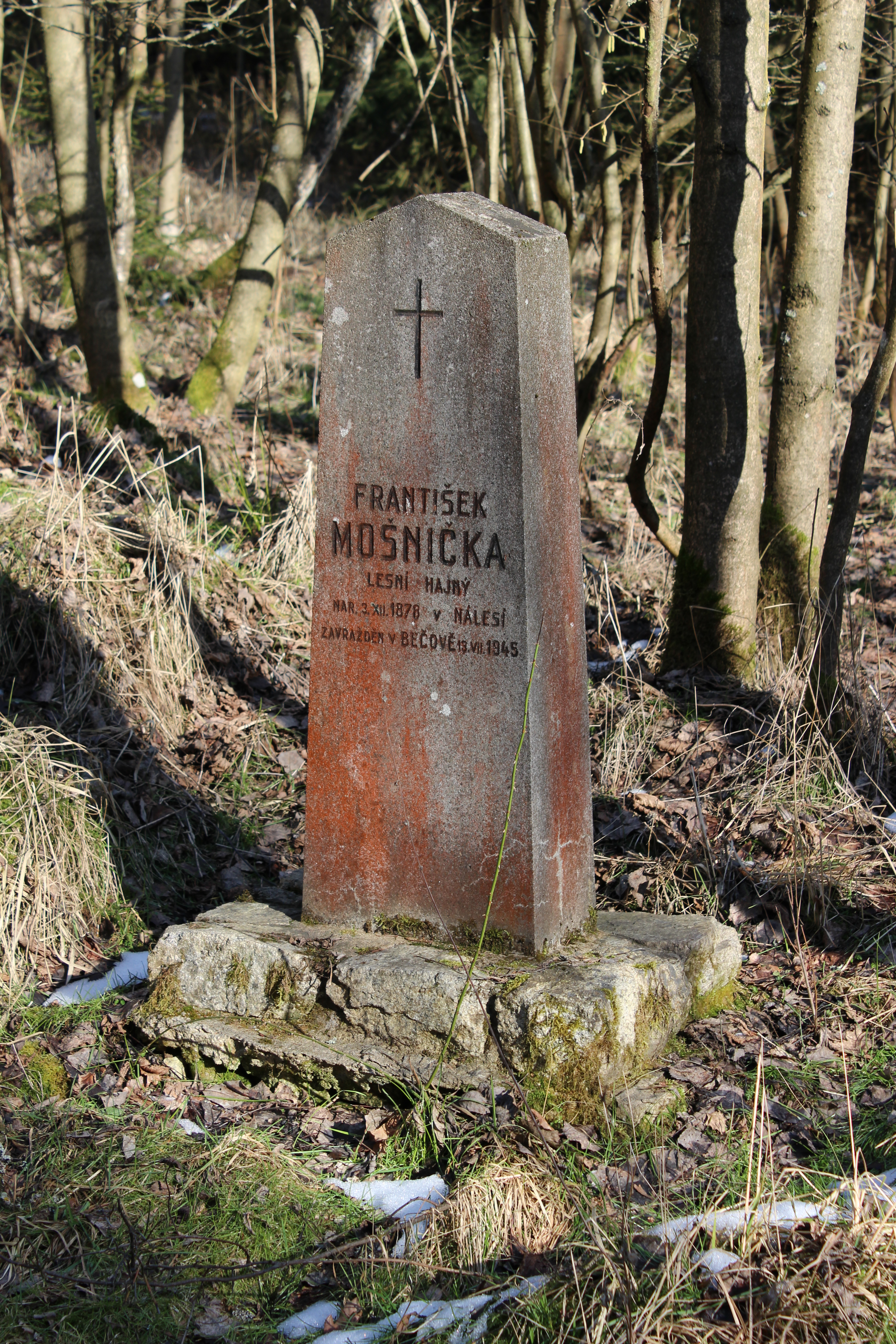
Pomník v lese Bečov